# سیارک ۱۲۹۷۹
سیارک ۱۲۹۷۹ (به انگلیسی: 12979 Evgalvasilʹev، نامگذاری:1978SB8) دوازده هزار و نهصد و هفتاد و نهمین سیارک کشف شده‌است که در ۲۶ سپتامبر ۱۹۷۸ کشف شد.
قدر مطلق سیارک برابر ۱۸.۶ است.